# 사랑은 마법처럼
《사랑은 마법처럼》(Main dans la main)은 2012년 공개된 프랑스의 영화이다.
2012년 11월 10일 로마 국제 영화제에서 초연되었다. 2012년 12월 19일 프랑스에서 개봉되었다.

## 줄거리
파리에서 명망 높은 발레 학교의 책임자인 엘렌과, 코메르시에서 여동생과 함께 살며 아마추어 댄스 경연에 참여하는 유리 기술자인 조아킴은 서로 다른 삶을 살고 있다. 우연히 조아킴이 파리 오페라 극장에 거울 설치 작업을 하러 가게 되면서 두 사람은 처음 만나게 된다. 이 만남은 마치 불가항력적인 힘에 이끌린 듯한 특별한 인연으로 이어진다.

## 출연

### 주연
- 발리에리 르메르시
- 제레미 엘카임
- 발레리 돈젤리
- 베아트리스 드 스탤

### 조연
- 세바스티앙 누아르
- 세르쥬 보종
- 필립 로덴바흐
- 카티아 류코위즈
- 에릭 라티고
- 안톤 쳅페이
- 바스티앙 부이용
- 베누아 캐리
- 브루노 라바이네
- 니콜라스 샬렛
- 마이클 버나드
- 도미니크 마르카스
- 베르트랑 보넬로
- 세바스티앙 부흐만
- 에도우아드 웨일
- 질스 마챈드
- 캐서린 바바

## 기타
- 세트: 아비가일 베너비즈
- 의상: 엘리자베스 메후